# Entomophobia
Entomophobia é um género botânico pertencente à família das orquídeas (Orchidaceae).